# Adelssitz Kornthan

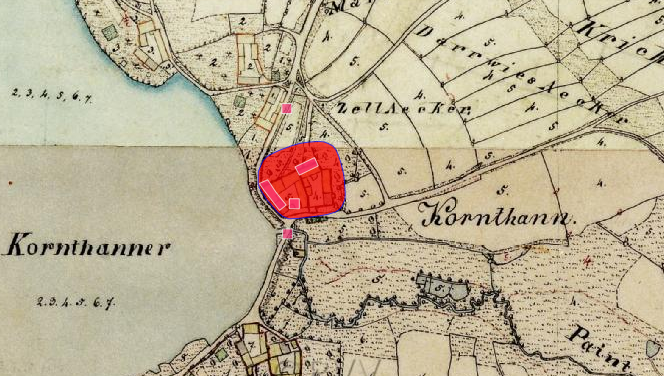
Lageplan des Adelssitzes Kornthan auf dem Urkataster von Bayern

Der abgegangene Adelssitz Kornthan lag in dem Dorf Kornthan, einem Ortsteil des  oberpfälzischen Markt Wiesau im Landkreis Tirschenreuth. Die Anlage wird als Bodendenkmal unter der Aktennummer D-3-6038-0043 im Bayernatlas als „mittelalterlicher Adelssitz“ geführt.

## Geschichte
1280 wird Kornthan als Churbentannen erstmals erwähnt; damals gab der Landgraf Friedrich II. von Leuchtenberg sein Einverständnis, dass Ulrich von Pfreimd mit dem Kloster Waldsassen Verhandlungen wg. seines dortigen Besitzes aufnimmt, 1283 beurkundete Ulrich von Pfreimd die Übergabe von drei Höfen zu Churbentanne an das Kloster. Er selbst hatte die Güter von den Landgrafen von Leuchtenberg erhalten. 1297 erarb das Kloster aus den Mitteln der Begräbnisstiftung der Herren von Voigtsberg weiteren Besitz in Churbentann von den Ministerialen von Voigtsberg. 1310 übertrug Pfalzgraf Ludwig das ihm über einen Hof in Churbentanne zustehende Schutzrecht an das Kloster. Am 10. Oktober 1350 wurden Churmbthan und weitere Ortschaften um 500 Pfund Heller an den Egerer Landrichter Albrecht Nothafft den Älteren von Thierstein mit Rückkaufsrecht veräußert und am 10. August 1351 von Abt Heinrich, allerdings um 800 Pfund Heller, zurückerworben. 
1560 sind in Kornthann acht Untertanen samt fünf Brüdern und zwei Söhnen, drei Knechte, ein Herberger, ein Hütmann und ein Schäfer genannt. 1622 werden in Kornthann eine Mühle mit einem Gang und sechs Mannschaften genannt. 1630 heißt es zu Kornthann  sechs Höfe, ein Gut, dazu vier Inwohner. 1792 sind hier neun Anwesen und im Gemeinbesitz ein Hirten- und ein Schäferhaus mit neun Untertanen genannt. Alle gehörten mit der niederen Gerichtsbarkeit und der Steuer zum Kloster Waldsassen, das Hochgericht lag beim kurbayerischen Amt Waldsassen. Kornthan war nach Wiesau eingepfarrt.